# Necropolis Records
Necropolis Records ist ein US-amerikanisches Extreme-Metal-Label, das im Jahr 1993 in Kalifornien von Paul „Typhon“ Thind gegründet wurde. 

## Geschichte
Die Geschichte von Necropolis Records startete im Jahr 1989 mit Thinds Fanzine Necropolis. Thind erhielt immer wieder Demos von verschiedenen Bands wie Sentenced oder Convulse. Insgesamt erschienen von 1990 bis 1992 nur zwei Ausgaben des Fanzines. Bevor die dritte Ausgabe fertiggestellt wurde, entschied sich Thind dazu, selbst ein Label zu gründen, um diesen Bands eine Möglichkeit zu geben, Alben zu veröffentlichen. Die erste Band namens Demilich unterschrieb einen Vertrag im Februar 1993. Die erste Veröffentlichung war die EP Angelcunt (Tales of Desecration) von Archgoat. Als Fanzine-Autor hatte Thind zahlreiche Kontakte zu verschiedenen Bands. Es folgte eine 7″-Single von Beherit. Da Thind gute Beziehungen zu Jon Nödtveidt von Dissection hatte, wurde ein Album des Projekts The Black, bei dem Nödtveidt aushalf, bei Necropolis Records veröffentlicht. Thind war auch gut mit Patrik Jensen von Seance befreundet. Jensen erzählte ihm von einer Band namens Dawn aus seiner Heimatstadt, sodass diese auch unter Vertrag genommen wurde. Thind konnte Jensen auch überzeugen, seine Black-Metal-Band namens Satanic Slaughter wieder zu vereinen.
Das Label erlitt einige Schwierigkeiten durch einen Nervenzusammenbruch Thinds, wodurch es momentan inaktiv ist. Zudem wurden immer wieder Gerüchte laut, dass Thind das Land verlassen und das Label aufgelöst habe. Zu Necropolis Records gehört außerdem noch das Sub-Label Deathvomit Records.

## Bands
- Abominator
- Aeon
- Archgoat
- Arckanum
- Ashes
- Babylon Whores
- Beherit
- Black Dawn
- Burzum
- Cranium
- Cripple Bastards
- Dawn
- Dark Funeral
- Deathwitch
- Defender
- Demilich
- Demonic
- Diabolique
- Dissection
- Dreams of Damnation
- Guillotine
- The Helheim Society
- In Aeternum
- Incantation
- Maze of Torment
- Niden Div. 187
- Nifelheim
- Ophthalamia
- Nocturnus
- Rotten Sound
- Satanic Slaughter
- Serpent Obscene
- Tartaros
- The Ancient’s Rebirth
- The Black
- The True Black Dawn
- Triumphator
- Usurper
- Vondur
- War
- Witchery

## Veröffentlichungen (Auswahl)
- 1993: Demilich · Nespithe
- 1993: Archgoat · Angelcunt (Tales of Desecration)
- 1993: Beherit · Messe des morts
- 1993: Burzum · Det som engang var
- 1994: Nifelheim · Nifelheim
- 1995: Nordic Metal – A Tribute to Euronymous (Kompilation)
- 1996: Dark Funeral · The Secrets of the Black Arts
- 1997: War · Total War
- 1998: Dawn · Slaughtersun (Crown of the Triarchy)
- 1998: Nifelheim · Devil’s Force
- 1998: Arckanum · Kampen
- 2000: Nocturnus · Ethereal Tomb
- 2000: Rotten Sound · Still Psycho
- 2001: Dark Funeral · Diabolis interium
- 2003: Incantation · Blasphemy
- 2003: Cripple Bastards · Desperately Insensitive